# Uporczywa terapia
Uporczywa terapia – stosowanie procedur medycznych w celu podtrzymywania funkcji życiowych nieuleczalnie chorego, które przedłuża jego umieranie, wiążąc się z nadmiernym cierpieniem lub naruszeniem godności pacjenta. Uporczywa terapia nie obejmuje podstawowych zabiegów pielęgnacyjnych, łagodzenia bólu i innych objawów oraz karmienia i nawadniania, o ile służą dobru pacjenta.

## Historia
Definicję uporczywej terapii wypracowała w dniu 29 czerwca 2008 roku w formie konsensusu Polska Grupa Robocza ds. Problemów Etycznych Końca Życia podczas II Seminarium Ekspertów. Prace nad definicją były prowadzone w ramach projektu naukowego pt. "Granice terapii medycznych. Medyczne, psychologiczne, prawne, etyczne i teologiczne uwarunkowania rezygnacji z uporczywej terapii", zrealizowanego w latach 2005-2008 przez Centrum Ekologii Człowieka i Bioetyki UKSW oraz Katedrę i Zakład Opieki Paliatywnej Collegium Medicum.

## Pierwsza publikacja
Po raz pierwszy powyższa definicja została opublikowana w języku angielskim w czasopiśmie Advances in Palliative Medicine w artykule pt. "The definition of overzealous therapy. The consensus of the Polish Working Group on End-of-Life Ethics".